# Stekolny
Stekolny (Russisch: Стекольный; "glas") is een nederzetting met stedelijk karakter in de Russische oblast Magadan in het gemeentelijk district Chasynski. De plaats ligt aan de oosteroever van de Chasyn op 68 kilometer ten noorden van Magadan en ongeveer 15 kilometer ten zuidwesten van Palatka (beide over de Kolymatrakt).

## Geschiedenis en economie
De plaats ontstond in 1941 toen door dwangarbeiders van de Dalstroj er een glasfabriek werd gebouwd. Op 2 februari 1942 werd deze fabriek in gebruik genomen. Eerst werd er glas gefabriceerd voor broeibakken en kassen en vanaf 1945 ook hoogspanningsisolatoren en glas voor autolichten, apotheek- en laboratoriumbenodigdheden en nieuwjaarsboomversieringen. De glasfabriek is nog steeds in gebruik en maakt gebruik van lokale voorraden vulkanische as.
In de plaats bevindt zich ook het bestuur van de sovchoz Chasynski, die zich hier bevindt omdat het klimaat hier milder is dan aan de kust van de Zee van Ochotsk. Er worden groenten geteeld in kassen voor persoonlijk gebruik en varkens gehouden. Daarnaast zijn er nog een aantal kleinere bedrijven in de plaats.
De bevolking is sinds het uiteenvallen van de Sovjet-Unie gedaald met 53,4%; van 4.843 in 1989 naar 2.260 in 2002.

## Omgeving
In de riviervallei van de Chasyn groeien veel Chosenia arbutifolia- en Populus suaveolens-bossen.